# Chalconympha eurypepla
Chalconympha eurypepla är en fjärilsart som beskrevs av Edward Meyrick 1931. Chalconympha eurypepla ingår i släktet Chalconympha och familjen höstmalar, Ypsolophidae. Inga underarter finns listade i Catalogue of Life.